# Agadamgorodok
Agadamgorodok is een stripalbum dat voor het eerst is uitgegeven in augustus 2003 met Denis Lapière als schrijver en Pierre Bailly als tekenaar. Deze uitgave werd uitgegeven door Dupuis in de collectie vrije vlucht.